# Società Automobili Brevetti Angelino
Società Automobili Brevetti Angelino war ein italienischer Hersteller von Automobilen.

## Unternehmensgeschichte
Das Unternehmen aus Mailand begann 1925 mit der Produktion von Automobilen. Der Markenname lautete SABA. 1928 endete die Produktion.

## Fahrzeuge
Das einzige Serienmodell war der Stelvio. Dies war ein Kleinwagen mit einem Vierzylindermotor und 984 cm³ Hubraum, der 22 PS leistete. 1927 wurde ein Prototyp mit Vierradantrieb und Vierradlenkung präsentiert, der aber nicht in Serienproduktion ging.